# Tepic
Tepic je hlavní a největší město mexického státu Nayarit. Město vzniklo 18. listopadu 1531 pod názvem Villa del Espíritu Santo de la Mayor España. Leží v nadmořské výšce asi 920 m n. m. na břehu řeky Mololoa v blízkosti vulkánů Sangangüey, Las Navajas a San Juan. 
Tepic má vlhké subtropické klima, přičemž většina srážek padá v období dešťů od dubna do listopadu, někdy i v prosinci. Díky těmto klimatickým podmínkám je město centrem zemědělské oblasti známé pro pěstování různých plodin, zejména cukrové třtiny, tabáku a citrusů. 
Tepic leží zhruba 225 km severozápadně od významného města Guadalajara, které je hlavním městem sousedního státu Jalisco.
Mezi partnerská města Tepicu patří hlavní město Kuby Havana nebo Paramount v Kalifornii.

## Galerie

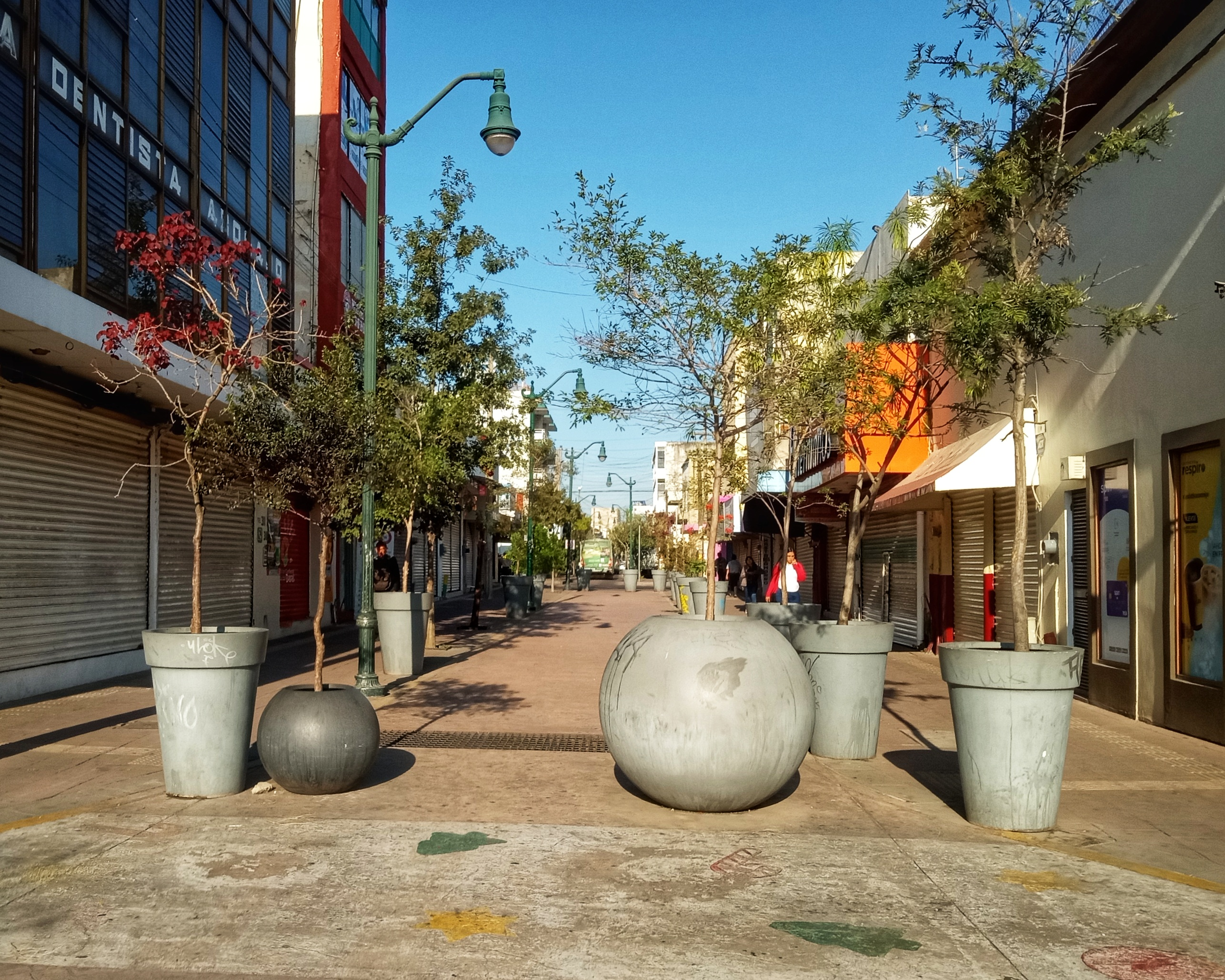
Alej v historickém centru
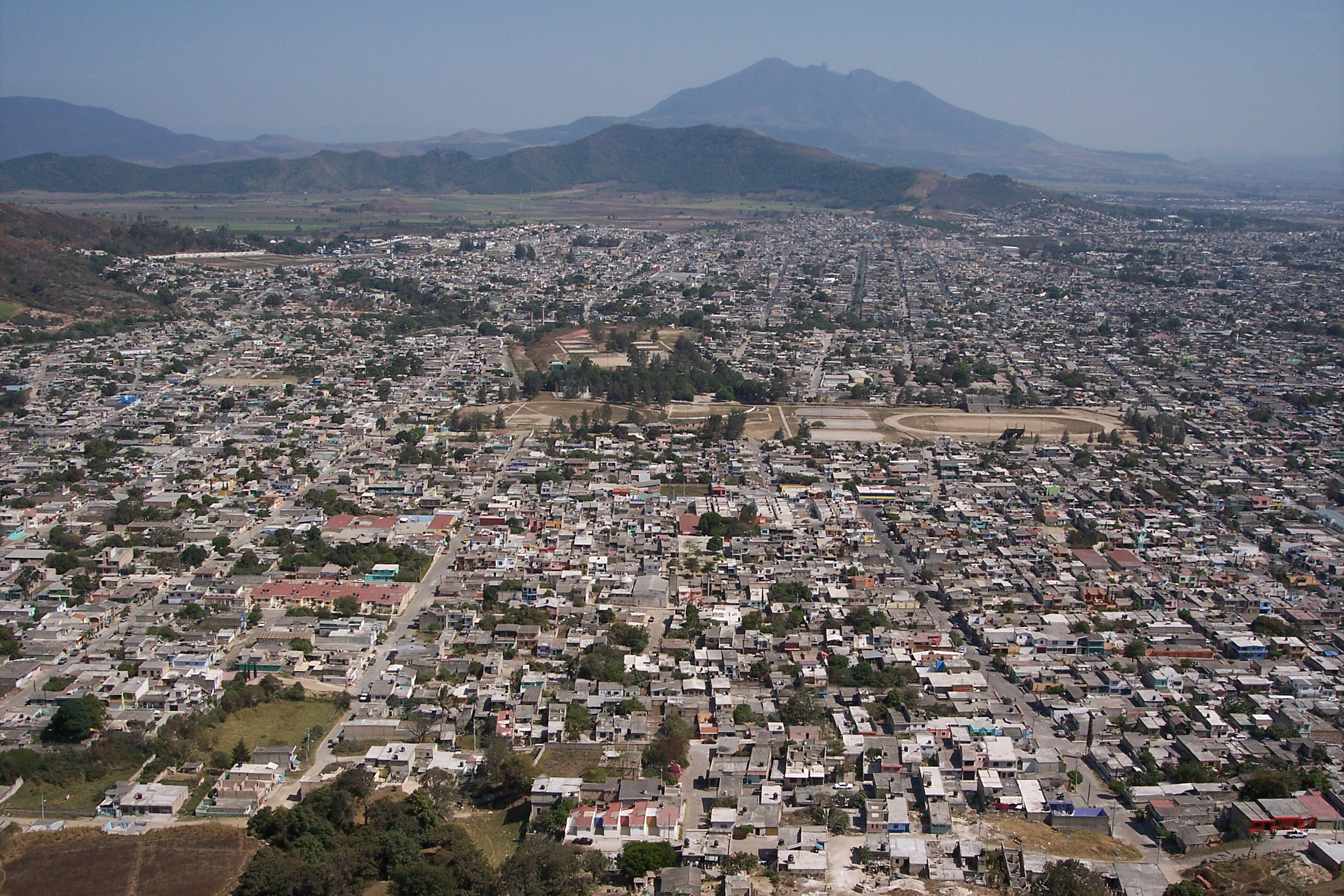
Tepic
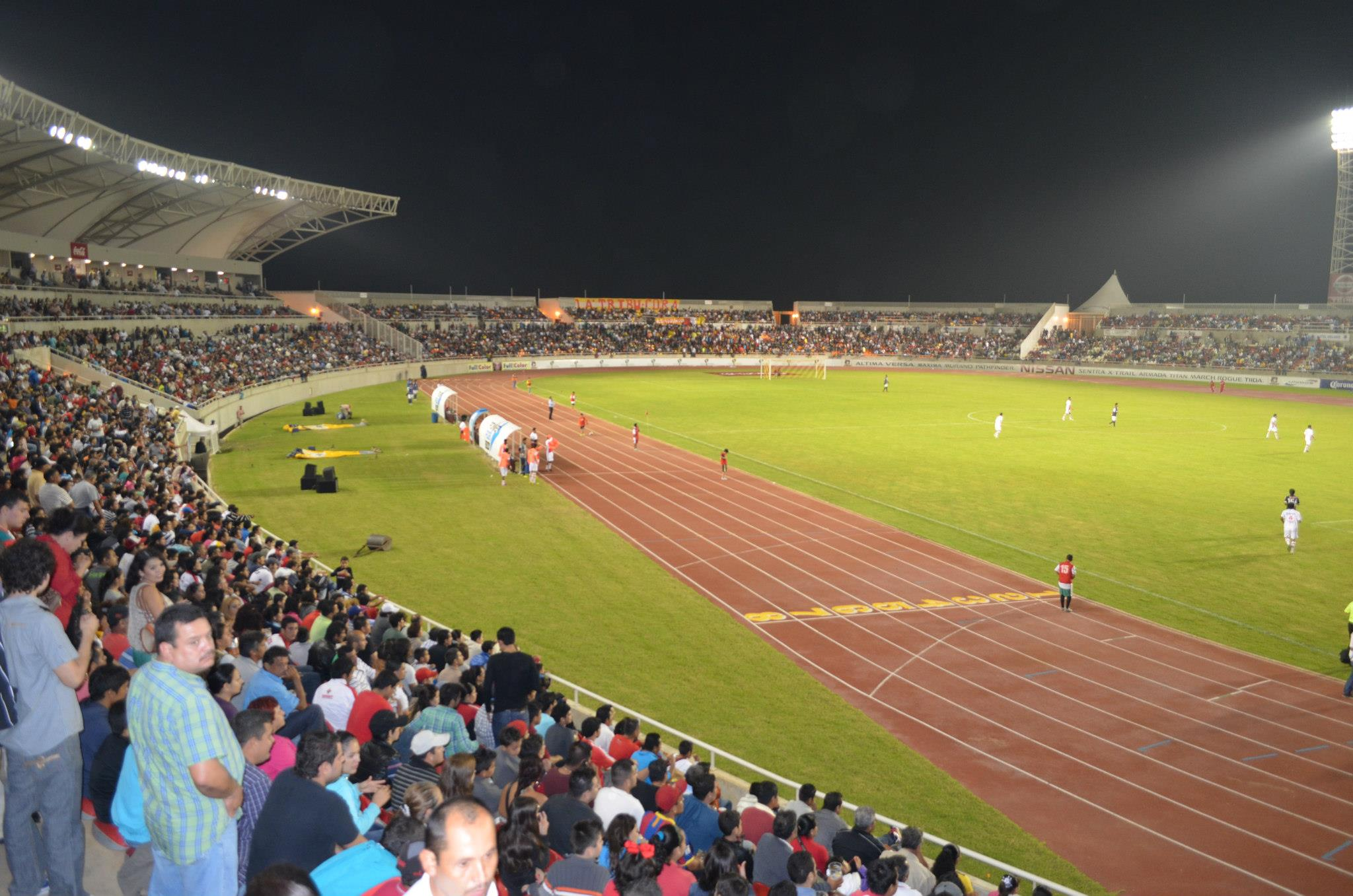
Stadion
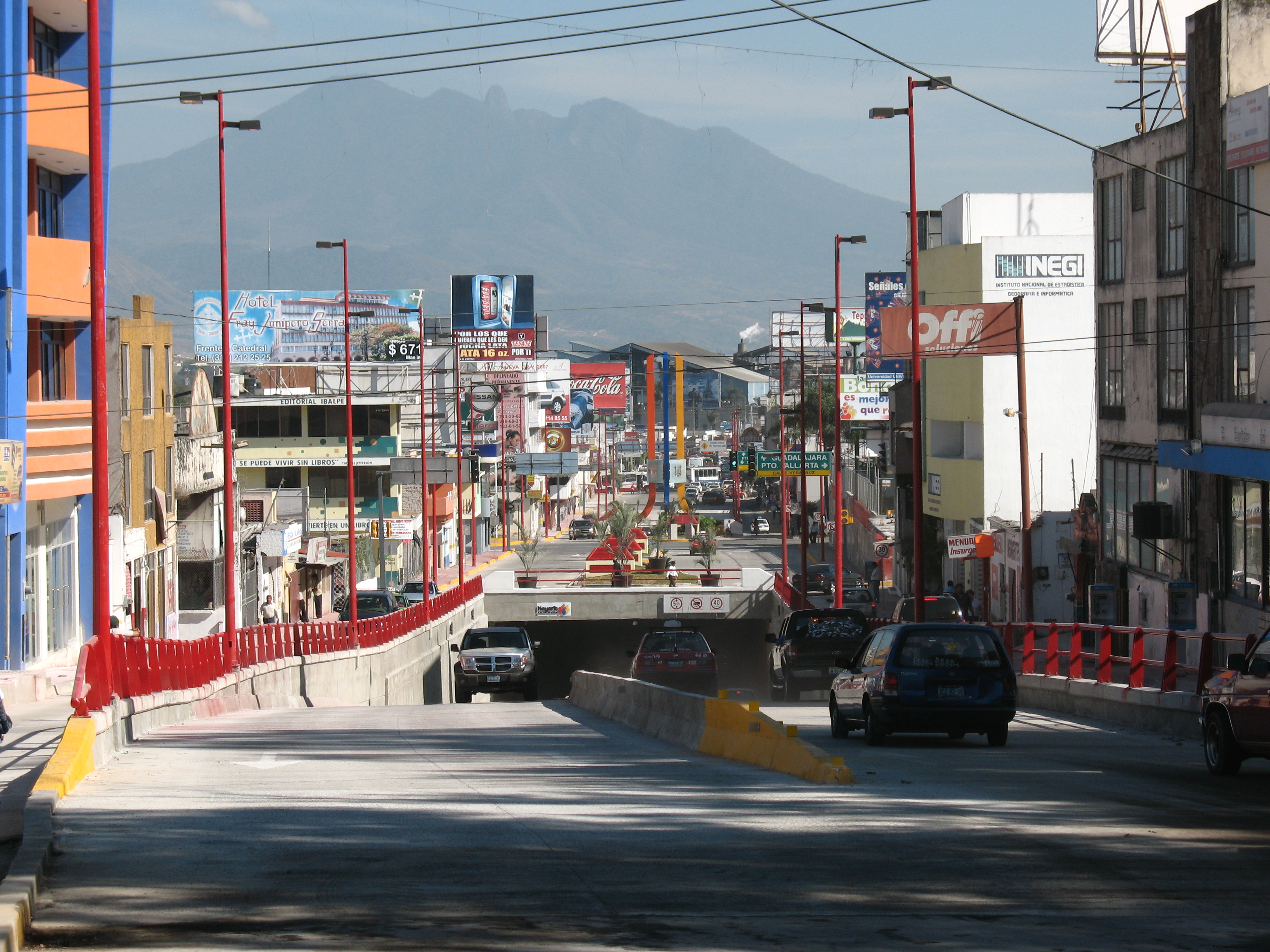
Tepic (2006)
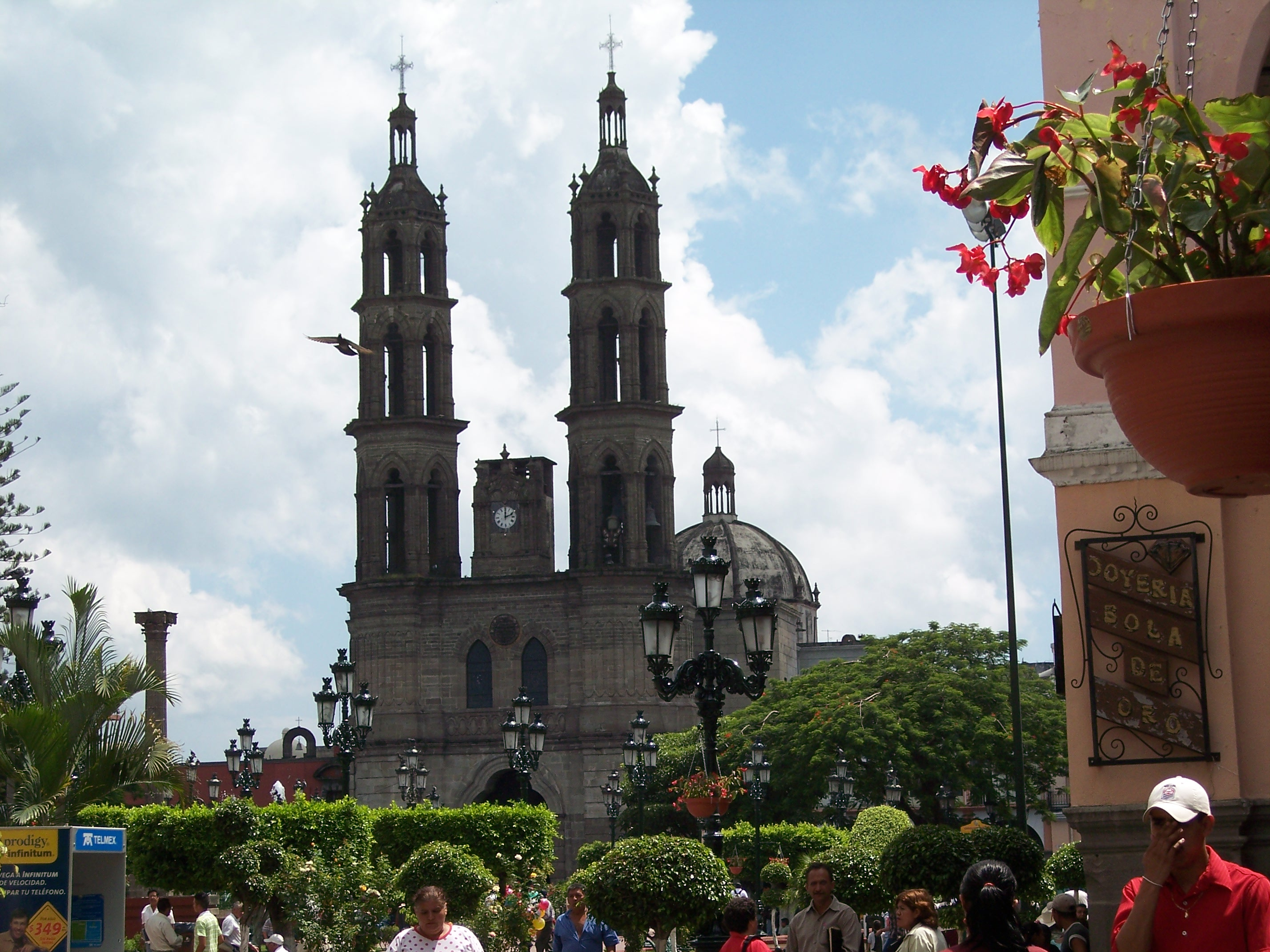
Katedrála